# Gastronomia Romei Antice

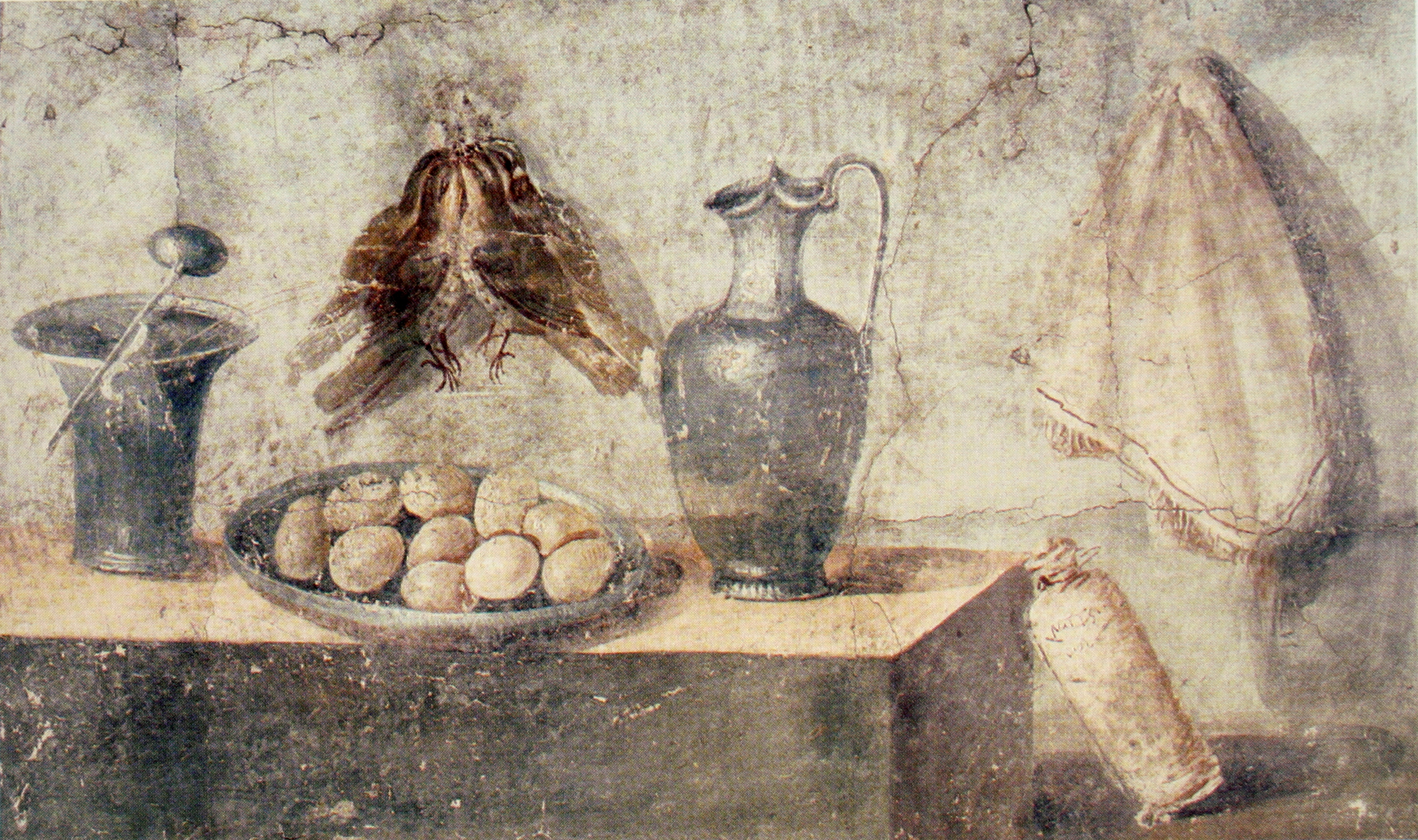
Pictură din Roma Antică, în care apar ilustrate ouă, carne de pasăre și vase din bronz, găsite în Casa romană a Juliei Felix.

Gastronomia Romei Antice a trecut prin numeroase transformări pe durata existenței acestei civilizații. Obiceiurile alimentare, afectate de schimbările politice, au făcut trecerea de la regat la republică, apoi la imperiu. Expansiunea colosală a imperiului a adus și ea atât noi obiceiuri culinare în spațiul roman, cât și noi metode provinciale de a găti.
La început, nu existau diferențe prea mari în ce privește alimentația claselor sociale romane, însă odată cu expansiunea Imperiului, aceasta a evoluat considerabil.

## Arheologie
Multe dintre alimentele organice se descompun în condiții normale, însă cenușa și oasele de animale oferă detalii arheologice semnificative referitoare la alimentația din Roma Antică. Fitoliții descoperiți într-un cimitir din Tarragona, Spania, sunt doar câteva exemple în acest sens. Smochinele importate în spațiul roman fac parte din categoria alimentelor carbonizate, conservate pe vremea când Boudica, regina icenilor, și soldații acesteia au ars un magazin roman din Colchester. Năutul și bolurile cu fructe provin din orașul antic Herculaneum și datează din anul 79 d.Hr., atunci când vulcanul Vezuviu a distrus orașul. În canalizările orașului s-au păstrat rămășițe, precum oase mici de pește, spini ai aricilor de mare și plante mineralizate, printre care arheologii au identificat mărarul, coriandrul, inul, lintea, varza, macul de grădină, diverse nuci, fructe, leguminoase, o varietate mare de pești și crustacee. În orașul Pompei, strugurii, pâinea și produsele de patiserie erau arse și îngropate în grădinile din peristiluri drept ofrande pentru Larii ce aveau grija gospodăriei.

## Mesele
În mod tradițional, micul dejun, numit pe atunci ientaculum, era servit în zori. De la mijlocul zilei până la începutul după-amiezii, romanii luau cena, masa principală a zilei, iar la căderea nopții, luau o cină ușoară, numită vesperna. Odată cu creșterea importului de alimente din străinătate, în timpul cenei se consumau tot mai multe alimente. Treptat, cena era luată mai spre seară, iar vesperna a fost scoasă complet din regimul romanilor. Prandiumul de la mijlocul zilei era mai mult o masă ușoară care îi ținea pe oameni sătui până la cena. Mesele claselor inferioare din societatea romană nu au suferit schimbări majore, întrucât rutina lor tradițională era legată de munca manuală pe care o făceau.

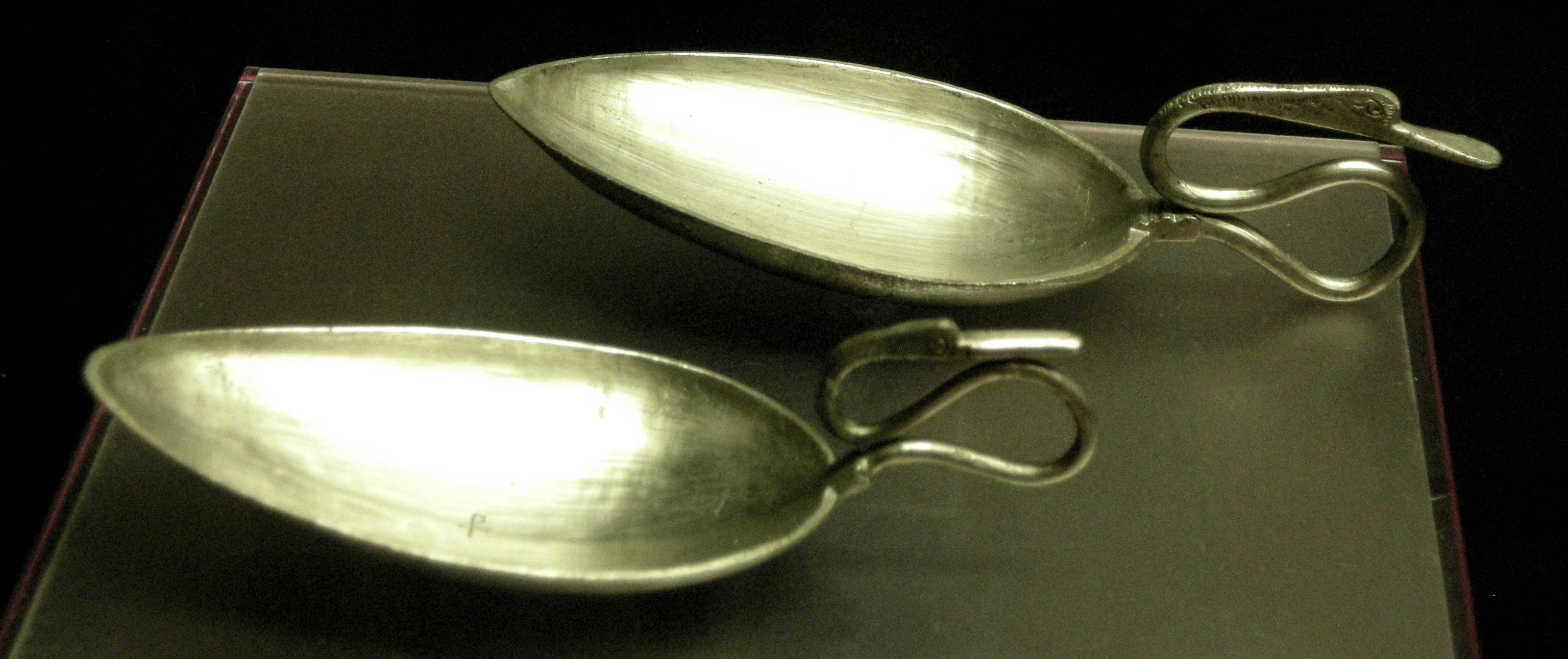
Linguri romane cu mânere în formă de rață sau lebădă.

Cu toate acestea, clasele superioare, care nu se îndeletniceau cu munca manuală, își programau toate afacerile de dimineață, făcând din asta un obicei. După prandium, toate celelalte responsabilități erau lăsate deoparte, iar oamenii mergeau la terme. Cena, care începea în jur de ora 14, dura până târziu în noapte, atunci când erau invitați oaspeți, și era urmată de comissatio, în cadrul căreia se serveau băuturi alcoolice (vinul era băutura consumată cel mai des).
Atât în perioada Regatului și a Republicii timpurii, cât și în perioadele ulterioare acestora (pentru clasele muncitoare), în timpul cenei se consuma un fel de terci, numit puls. Varianta cea mai simplă era făcută din emmer, apă, sare și grăsime. Varianta sofisticată conținea ulei de măsline și era consumată cu legume asortate, atunci când era sezonul lor. Cei bogați îl luau, în mod obișnuit, în combinație cu ouă, brânză și miere, fiind servit, ocazional, cu carne sau pește.
Pe parcursul perioadei republicane, cena a suferit două schimbări: mai întâi, era servită drept felul principal, în combinație cu un desert de fructe, iar mai apoi era servită doar cu fructe de mare (de ex. moluște sau creveți). Până la sfârșitul Republicii, masa romanilor era alcătuită din trei părți: un aperitiv, numit gustatio, felul principal, primae mensae, și desertul, secundae mensae.
Alimentația legiunilor romane avea la bază grâul. În secolul al IV-lea, majoritatea legionarilor mâncau la fel de bine, asemeni tuturor locuitorilor Romei. Aceștia erau aprovizionați cu rații de pâine, legume, chiar și carne, cum ar fi carnea de vită, de oaie sau de porc. Rațiile depindeau și de locul unde staționau sau făceau campanie legiunile. Carnea de oaie era populară în Galia de Nord și în Bretania, dar în ciuda acestui fapt, cea de porc rămânea principala sursă de carne a legiunilor.

## Alimente și ingrediente
Coloniile romane furnizau o multitudine de alimente Romei; orașul primea șunca din Belgia, stridiile din Bretania, garumul din Mauretania, vânatul din Tunisia, silphiumul (gen de plante) din Cirenaica, florile din Egipt, salata verde din Cappadocia, iar peștele din Pont.
Alimentația romană antică avea la bază alimente din gastronomia italiană modernă. Plinius cel Bătrân a enumerat peste 30 de feluri de măsline, 40 de tipuri de pere, o varietate de smochine (importate din Africa și din provinciile estice), dar și o gamă largă de legume. Unele dintre aceste legume nu mai există în timpurile noastre, altele, însă, au suferit schimbări semnificative. Romanii au consumat morcovi de diferite culori, numai nu portocalii. Printre tipurile de legume cultivate și consumate se numără țelina, usturoiul, bulbii de flori și alte brassicacee (cum ar fi varza și broccoli), salata verde, andivele, ceapa, prazul, sparanghelul, ridichea, napii, păstârnacul, morcovul, sfecla, mazărea, sfecla mangold, fasolea, cardonul, măslinele și castraveții. Unele dintre aceste legume au fost ilustrate în sculpturile relief.
Cu toate acestea, unele dintre alimentele specifice gastronomiei italiene moderne nu erau folosite. Spanacul și vinetele  au fost importante, mai târziu, din lumea arabă, iar roșiile, cartofii, ardeiul și porumbul (din care se prepară astăzi mămăliga) au apărut în Europa doar după descoperirea Lumii Noi și a Schimbului Columbian. Romanii știau de orez, dar și-l puteau permite foarte rar, aceeași situație fiind și cu citricele. Lămâile erau cunoscute în Italia din secolul al II-lea d.Hr., dar nu erau cultivate pe scară largă.

### Pâine și cereale

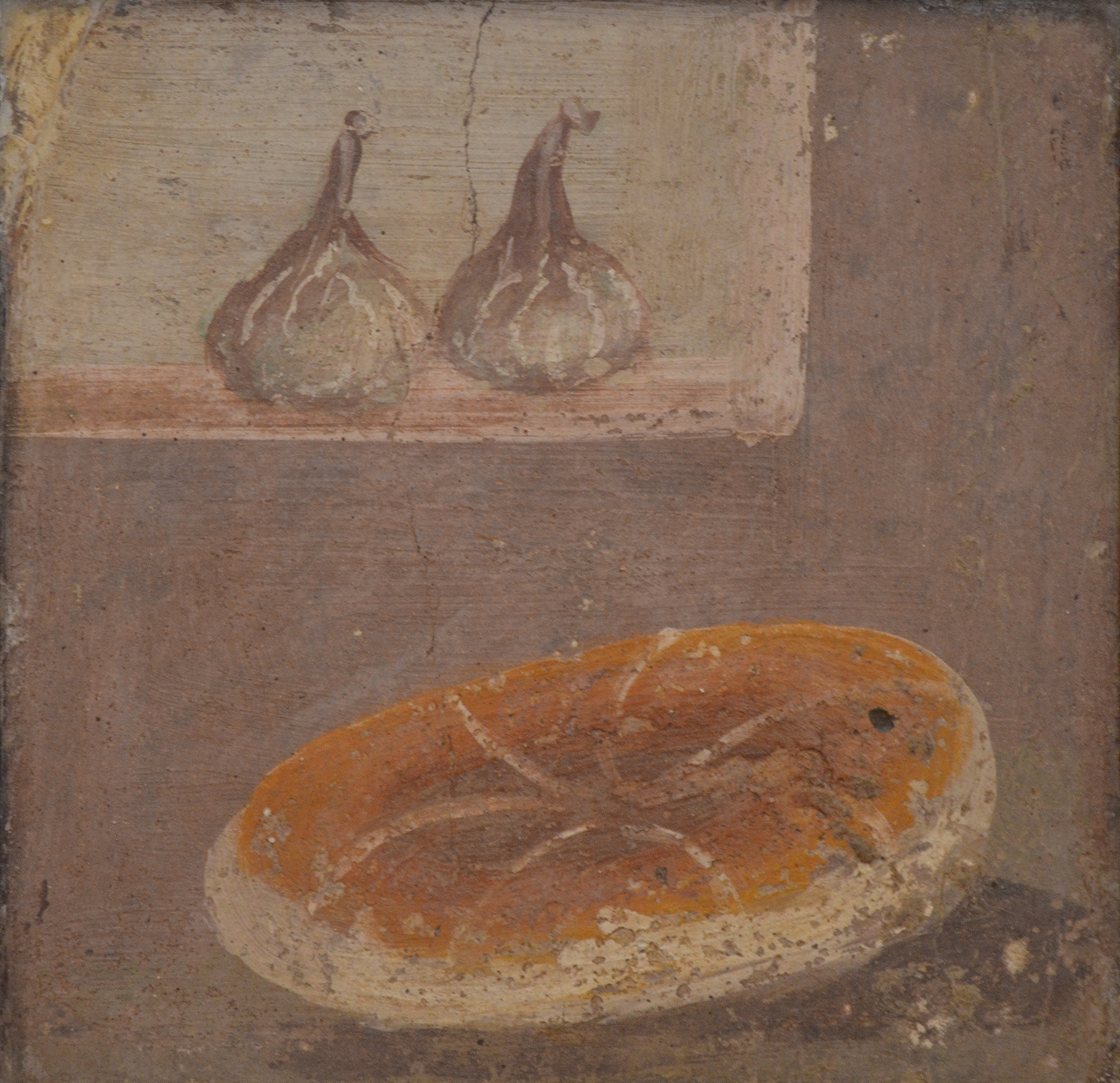
Frescă ilustrând o bucată de pâine și două smochine, din orașul Pompei, Muzeul Național de Arheologie din Napoli. Pâinea era un aliment de bază în lumea romană.

Începând cu anul 123 î.Hr., o rație de grâu nemăcinat (care avea până la de 33 kg), cunoscută sub numele de frumentatio, era distribuită către 200.000 de oameni în fiecare lună, de către statul roman. Inițial se percepea o taxă pentru aceasta, dar din anul 58 î.Hr., această taxă a fost abrogată de tribunul plebei, Publius Clodius Pulcher. Persoanele fizice trebuiau să fie cetățeni ai Romei și să aibă domiciliul aici pentru a putea primi frumentatio.
La început, se consuma pâinea plată, rotundă, făcută din emmer (un bob de cereale înrudit cu grâul) și cu puțină sare; clasele superioare consumau ouă, brânză, miere, lapte și fructe. În perioada Imperiului Roman, în jurul anului 1 d.Hr., s-a introdus pâinea din grâu. Cu timpul, alimentele din grâu au început să le înlocuiască pe cele din emmer. Pâinea era de diferite tipuri și era preparată din diferite ingrediente, începând cu cele de calitate superioară, până la cele de calitate inferioară. De obicei, pâinea albă era coaptă pentru elita Imperiului, pâinea mai închisă la culoare, pentru [[clasa de mijlocîî, iar pâinea neagră, pentru țăranii săraci. Uneori, aceasta era  înmuiată în vin și mâncată cu măsline, brânză și struguri. În anul 79 d.Hr., atunci când Vulcanul Vezuviu a erupt, în orașul Pompei existau, cel puțin, 33 de brutării. Bucătarii romani făceau chifle dulci, aromate, cu coacăze negre și prăjituri cu brânză, făcute din făină, miere, ouă, brânză ricotta și semințe de mac. Prăjiturile cu vin dulce conțineau miere, vin roșu și scorțișoară. Tartele cu fructe erau populare doar în rândul claselor superioare, întrucât clasele inferioare nu-și puteau permite să le prepare sau să le cumpere.
Juscellum era descrisă în cartea romană de rețete, numită Apicius (sfârșitul secolului al IV-lea, începutul secolului al V-lea) , drept o supă cu pâine rasă, ouă, salvie și șofran.

### Carnea
Carnea de la măcelar era un lux pe care nu și-l puteau permite toți. Cea mai populară carne era cea de porc, în special cârnații. Carnea de vită nu era consumată foarte des în Roma Antică, ci era mai frecventă în Grecia Antică. Cu toate acestea, nu a fost menționată nici în scrierile lui Juvenal, nici în cele ale lui Horațiu. Fructele de mare, vânatul și păsările de curte, inclusiv rațele și gâștele, erau mult mai populare. După victoria obținută în urma războiului civil, Iulius Cezar a organizat o sărbătoare publică pentru cei 260.000 de humiliores (oameni mai săraci), care includea toate cele trei alimente, dar nu și carnea de la măcelar. John E. Stambaugh a scris următoarele: carnea „era rară, singurele excepții fiind sacrificiile și cinele bogătașilor.” Vacile erau crescute pentru lapte, iar taurii, pentru a da cu plugul și în calitate de animale de tracțiune. Carnea animalelor de lucru era dură și nu era deloc gustoasă. Carnea de vițel era consumată ocazional. În cartea Apicius erau doar patru rețete cu carne de vită, care putea fi înlocuită cu cea de miel sau de porc. Tocănița de vită și scallopini de vițel sunt unicele două rețete din această carte, pentru prepararea cărora nu se poate folosi alt tip de carne.
Pârșii erau considerați o delicatesă pentru locuitorii Imperiului Roman. Consumul acestora era un simbol al statutului în rândul bogătașilor. Unii oameni obișnuiau să cântărească pârșii în fața oaspeților pe care îi invitau la cină. O lege somptuară adoptată în timpul lui Marcus Aemilius Scaurus a interzis consumul de pârși, dar această practică nu fost oprită definitiv.

### Pește și fructe de mare
Peștele era consumat mai des decât carnea. Acvacultura era bine-dezvoltată, iar unele dintre industriile practicate pe scară largă erau dedicate creșterii stridiilor. Romanii se ocupau și cu creșterea melcilor și a stejarului. Unele tipuri de pești erau la mare căutare și aveau prețuri mari, cum ar fi chefalul crescut în pescăriile din Cosa, unde „s-au inventat mijloace elaborate pentru a le asigura prospețimea”.

### Fructe

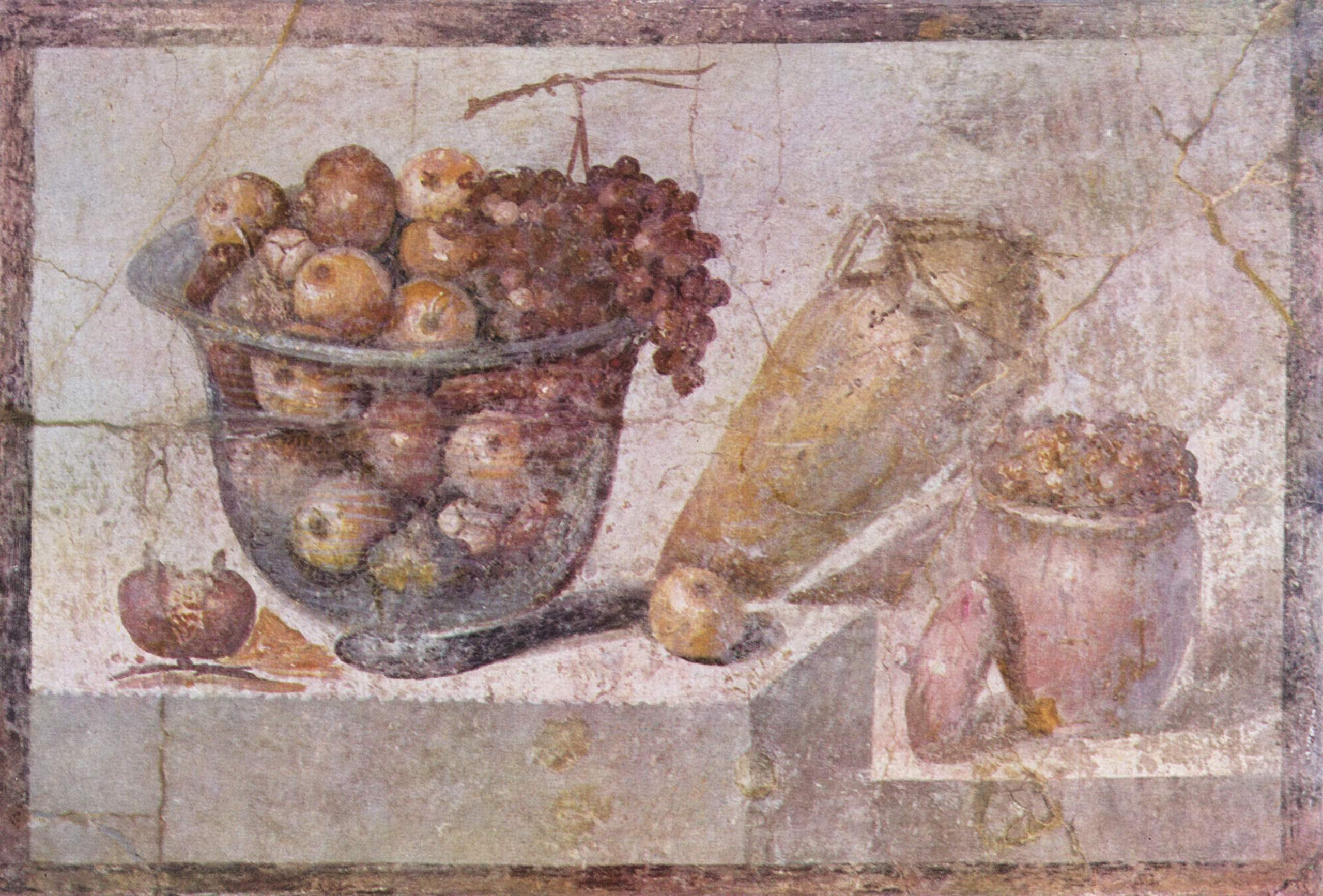
Natura statică a unui coș cu fructe și vaze. Orașul Pompei, anul 70 d.Hr.

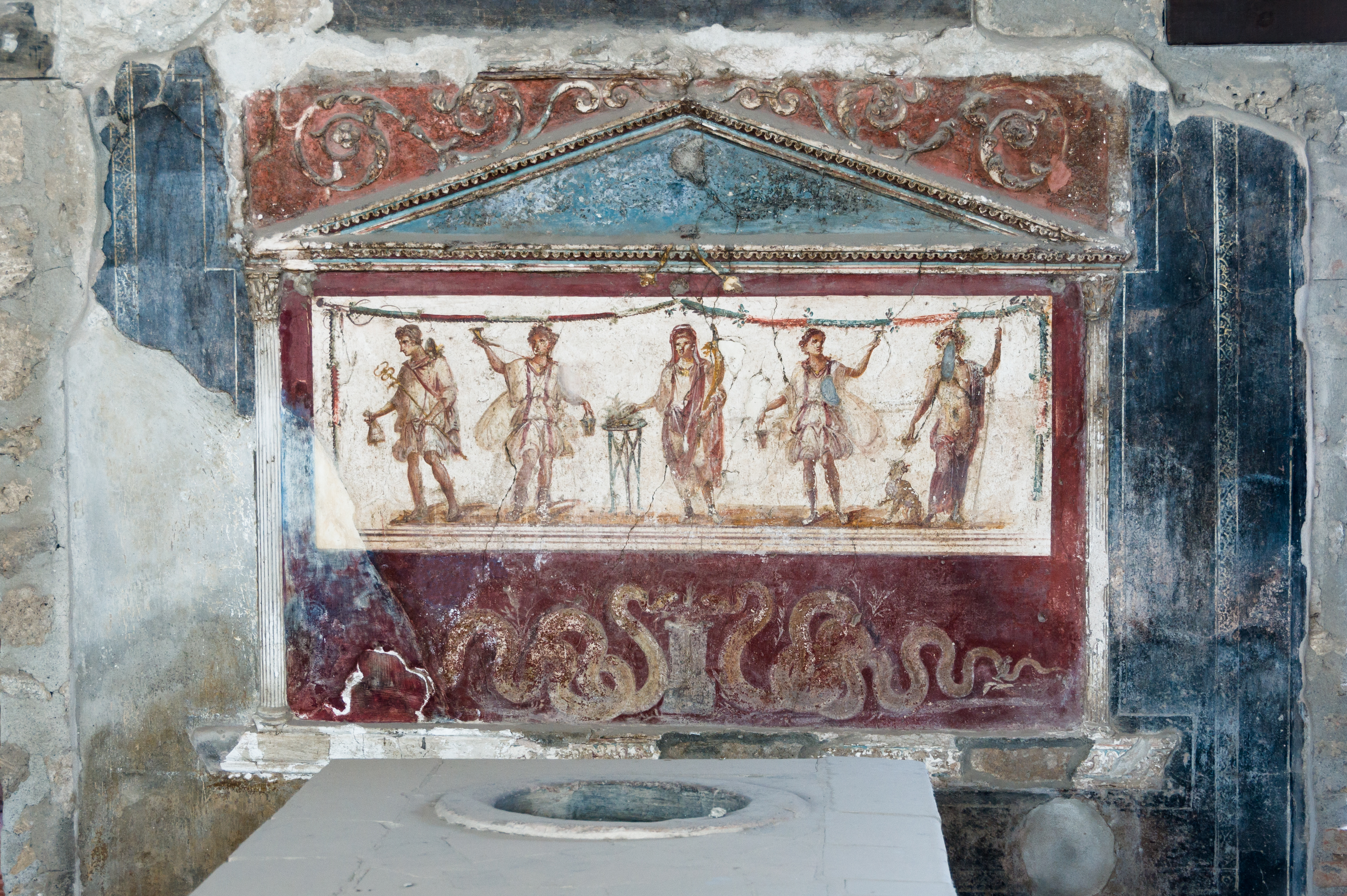
Thermopolium (cantina) din orașul Pompei, Italia, secolul I d.Hr.

Fructele se consumau în stare proaspătă atunci când era sezonul lor și uscate sau conservate pe timp de iarnă. Cele mai populare erau merele, perele, smochinele, strugurii, gutuile, citronul, căpșunile, murele, fructele de soc, coacăzele, prunele damson, curmalele, pepenii, măceșele și rodiile. Fructele mai neobișnuite erau azerolele și hascul. Cireșele și caisele, ambele importate în secolul I î.Hr., au devenit și ele la fel de populare. Piersicile au fost aduse în secolul I d.Hr. din Persia. Portocalele și lămâile erau cunoscute, dar folosite, mai mult, în scopuri medicinale decât la gătit. Deși erau cunoscute de vechii romani, lămâile nu au fost cultivate în Italia până în vremea Principatului. Cel puțin 35 de soiuri⁠(d) de pere au fost cultivate în Roma, împreună cu trei tipuri de mere. Metodele de cultivare descrise de Cato se aseamănă cu metodele de cultivare moderne. Există chiar și unele rețete cu cremă de pere, de piersici și budincă din lapte aromat cu miere, piper și puțin garum.
Matematicianul Columella spunea că smochinele pot fi conservate dacă sunt zdrobite și dacă se adaugă anason, semințe de fenicul, chimen și susan prăjit, iar pasta obținută se înfășoară în frunze de smochin.

### Legume
Cu toate că varza de Bruxelles, anghinarele, mazărea, napul suedez și conopida au avut precursori  în epoca romană, legumele de astăzi nu au apărut decât la sfârșitul Evului Mediu și la începutul Renașterii. Varza era consumată atât crudă (uneori înmuiată în oțet), cât și fiartă. Cato cel Bătrân a apreciat foarte mult varza, crezând că este bună pentru digestie. Totodată, se credea că dacă o persoană bolnavă mănâncă multă varză și face baie în propria urină, aceasta se va vindeca.

### Leguminoase
Leguminoasele se limitau la mazăre uscată, fasole (bob), năut, linte și lupin. Romanii aveau mai multe soiuri de năut, cum ar fi venus, ram și punic. Acestea erau gătite fie în zeamă, fie prăjite și luate drept gustare. Cartea romană de bucate, Apicius, cuprinde mai multe rețete ce au năutul drept ingredient principal.

### Nuci
Romanii consumau nuci, migdale, fistic, castane, alune de pădure, nuci de pin și semințe de susan. Uneori le hidratau pentru a îngroșa sosurile de vin dulce, folosite la prepararea fripturii și a cărnii de pasăre, iar alteori le foloseau drept garnitură sau glazură. Nucile erau, de asemenea, folosite la prepararea sosurilor sărate, cum ar fi pesto, folosit la prepararea mezelurilor. Nucile erau folosite la produsele de patiserie, tarte și budinca îndulcită cu miere.

### Lactate

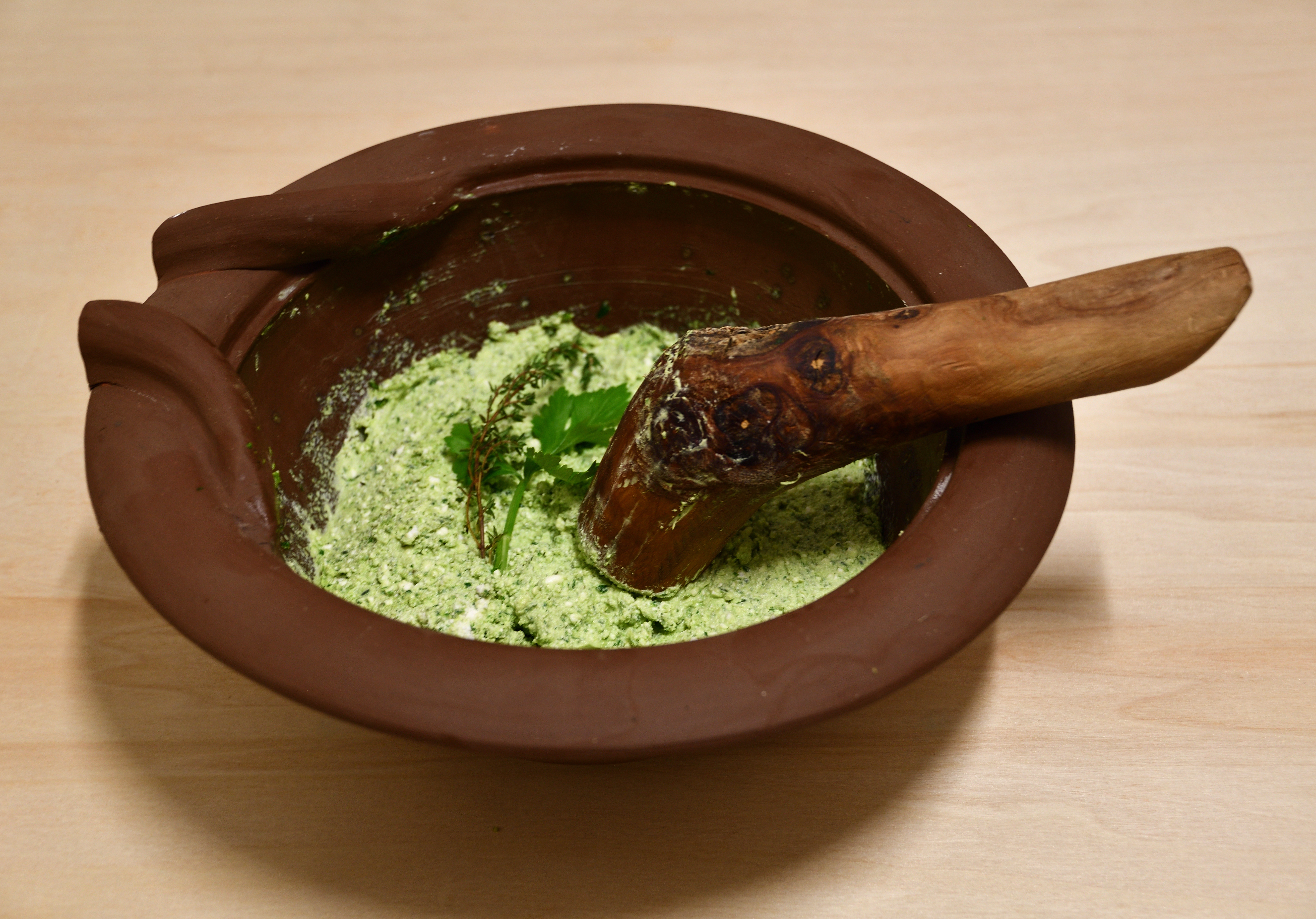
Moretumul lăsat la odihnit, o cremă tartinabilă de brânză, cu ierburi, și care se consuma cu pâine.

Din categoria acestora se consuma brânza, iar procedura de fabricare a acesteia era bine pusă la punct în perioada Imperiului Roman. Brânza făcea parte din rațiile standard pentru soldații romani, dar era cunoscută și în rândurile civililor. În perioada domniei împăratului Dioclețian (284–305 d.Hr.), prețurile la brânză au atins cote maxime. Fabricarea brânzei, calitatea și întrebuințările sale culinare apar menționate în operele numeroșilor autori romani: Plinius cel Bătrâna descris valoarea dietetică și medicinală pe care o are brânza, în cartea nr. 28 din Historia Naturalis. Varro, la rândul său, a scris în cartea De Agricultura despre procesul de fabricare a acesteia în cadrul Imperiului Roman (primăvara și vara), comparând brânzeturile proaspete și moi cu cele mai uscate sauînvechite. Cea mai amplă descriere a producției de brânzeturi vine de la Columella, din tratatul său de agricultură romană, intitulat De Re Rustica.

### Condimente
Garumul era un sos distinctiv de pește din perioada Romei Antice. Acesta a avut mai multe întrebuințări: a fost folosit în loc de sare, drept condiment de masă și drept sos. Au existat patru tipuri majore de sos de pește: garum, liquamen, muria și allec, fiecare având o calitate diferită. Sosul de pește, de exemplu, se prepara din ton, chefin și biban de mare. Acesta putea căpăta o aromă specifică prin amestecarea cu vin sau diluarea cu apă (hydrogarum). Cea din urmă era o metodă populară practicată de soldații romani, deși împăratul Elagabal a afirmat că a fost primul care a servit-o la banchetele publice din Roma. Cel mai costisitor era garum sociorum, făcut din macroul (scomber) adus din pescăriile din New Carthage, Spania, și care era comercializat pe scară largă. Plinius a scris în Istoria naturală că doi congii (7 litri) din acest sos costă 1.000 de sesterți. Suma de o mie de sesterți pe timpul Imperiului Roman se echivala cu 110 g de aur. 

## Gătitul

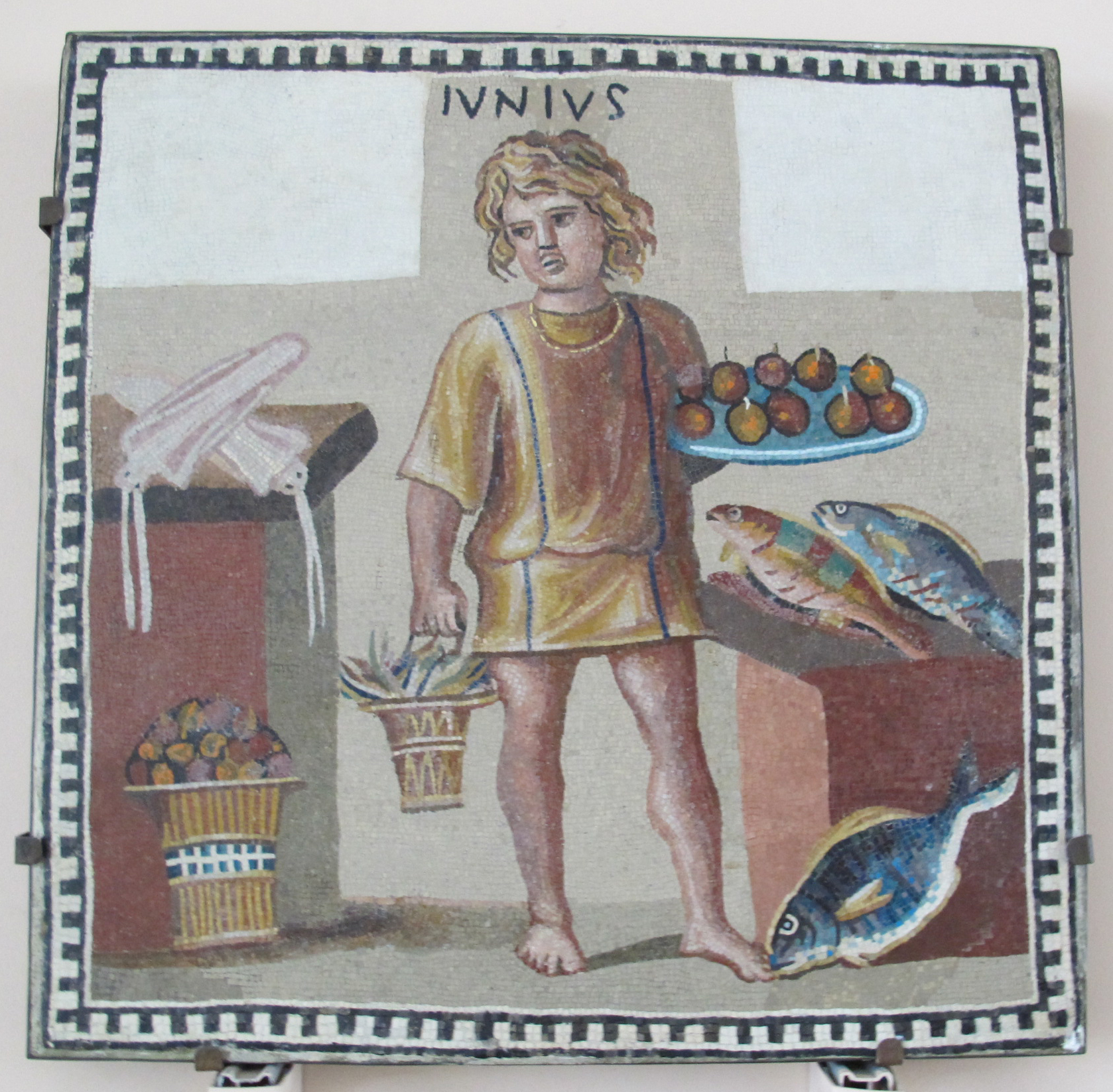
Un băiat ținând în mână un platou cu fructe și o găleată cu crabi, într-o bucătărie cu pește și calmar, pe panoul din iunie, dintr-un mozaic înfățișând lunile anului (secolul al III-lea).

O metodă populară de gătit în Roma Antică era focarul, o vatră amplasată în fața larariumului, altarul gospodăresc ce conținea mici sculpturi ale zeității gospodărești (lares sau spirite gardiene strămoșești și penați, despre care se credea că protejează podeaua sau cămară). În casele în care lararium-ul era construit în perete, focarul era uneori făcut din cărămidă ridicată în patru laturi, construită pe o plintă pe care era aprins focul. Cel mai obișnuit fel de focar avea formă dreptunghiulară, era portabil și era compus dintr-o vatră mobilă cu picioare de piatră sau de bronz. După crearea bucătăriilor separate, focarul a început să fie folosit doar pentru ofrande religioase și drept sursă de căldură, mai mult decât pentru gătit.
Unele sobe și cuptoare portabile folosite de romani aveau vase de apă și grătare așezate pe ele. În Pompei, majoritatea caselor aveau bucătării separate. Unele dintre ele erau destul de mici, altele, în schimb, destul de mari. Vila Misterelor are o suprafață de nouă pe doisprezece metri. Multe bucătării din Pompei nu aveau acoperișuri, asemănându-se, mai mult, cu o cameră obișnuită, acest lucru permițând aerisirea fumului. Bucătăriile cu acoperișuri erau pline de fum, deoarece singura ventilație venea de la ferestrele înalte sau de la găurile în tavan. Romanii construiau coșuri pentru brutării și fierării, dar acestea nu au apărut în locuințele private până în jurul secolului al XII-lea d.Hr., cu mult după prăbușirea civilizației romane. 
Multe bucătării romane aveau un cuptor, numit furnus sau fornax, iar unele (cum ar fi bucătăria din Vila Misterelor) aveau două. Pătrate sau în formă de cupolă, din cărămidă sau din piatră, aceste cuptoare aveau o podea plată, construită, deseori, din granit și uneori din lavă, fiind umplute cu crengi uscate, care erau apoi aprinse. Pe pereții bucătăriei erau cârlige și lanțuri pentru agățarea vaselor de gătit, inclusiv diverse oale, tigăi, cuțite, furculițe pentru carne, site, răzătoare, rotisoare, clești, feliatoare de brânză, spărgătoare de nuci, ulcioare de măsurat și forme pentru pate.

## Băuturi alcoolice

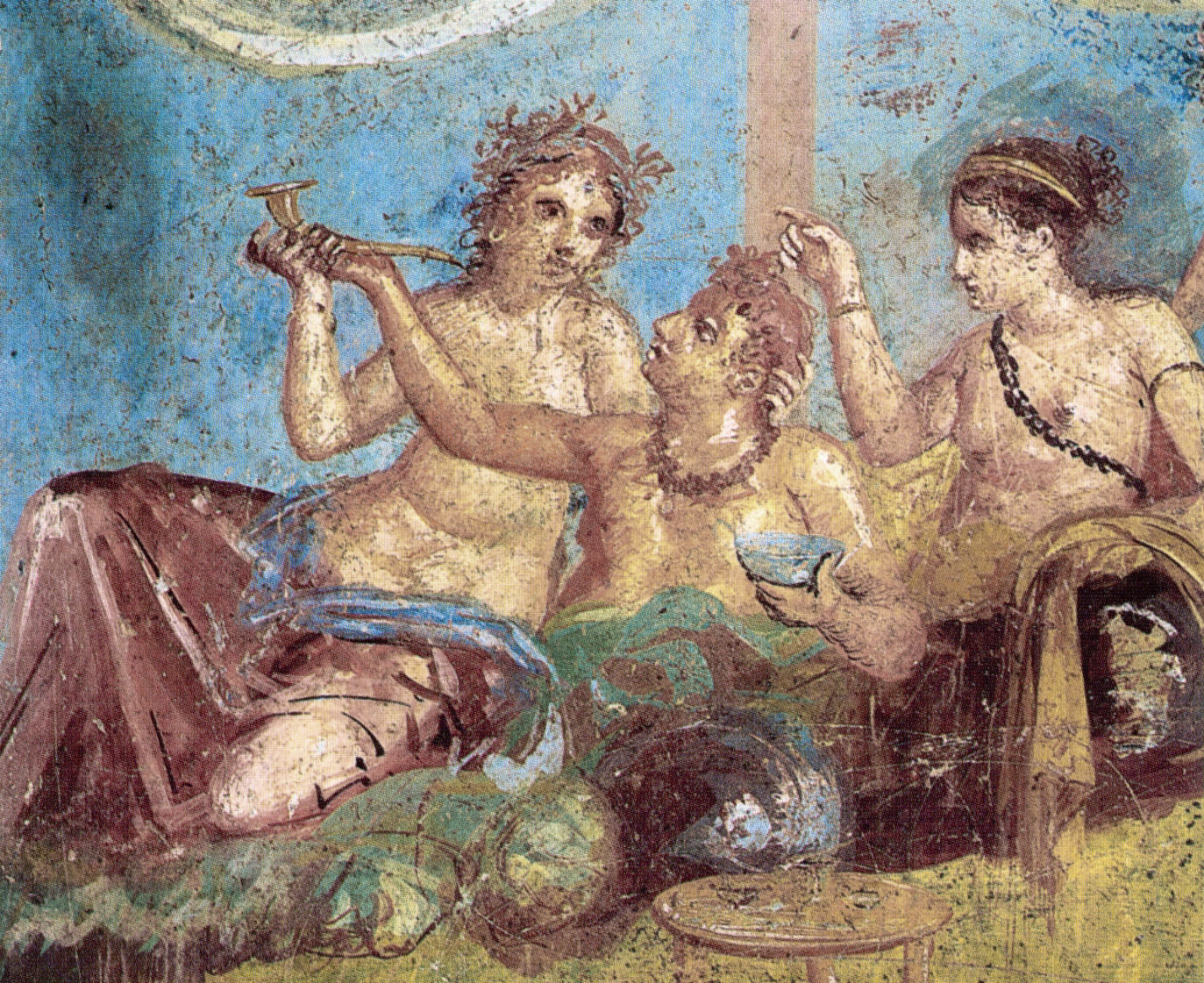
Frescă romană cu o scenă de banchet din Casa dei Casti Amanti, Pompeii

În Roma Antică, vinul era, în mod normal, amestecat cu apă imediat înainte de a fi băut, deoarece fermentația nu era controlată, iar gradul de alcool era ridicat. Acesta era uneori ajustat și „îmbunătățit” de producătorii săi: romanii făceau vin alb din vin roșu și invers, dar îl și prelucrau ca să nu se oțetească. Instrucțiunile folosite, precum și descrierile detaliate ale viticulturii romane datează din anul 160 î.Hr. și apar în primul text scris în proză latină.
Vinul avea, de asemenea, o aromă deosebită. De exemplu, passum, era un vin de stafide tare și dulce, iar cea mai veche rețetă a sa este de origine cartagineză. Mulsum este un amestec proaspăt de vin și miere, numit astăzi piment. Iar conditum este un amestec de vin, maturat, ce conține miere și condimente. O rețetă specifică o are Conditum Paradoxum, un amestec de vin, miere, piper, frunze de dafin, curmale, mastic și șofran, care este gătit și păstrat pentru a fi servit ulterior. O altă rețetă presupunea adăugarea apei de mare, a smoalei și a colofoniului. Un călător grec a afirmat că băutura era pentru cei ce aveau o paletă distinsă. Vinul acru amestecat cu apă și ierburi (posca) era o băutură populară în rândul claselor de jos și făcea parte din rațiile soldaților romani.
Berea (cerevisia) era, de asemenea, populară, dar era considerată vulgară și era asociată cu barbarii.

## Deserturi
Deși nu aveau ingredientele necesare (zahărul rafinat sau untul bătut) pentru a prepara dulciurile, romanii aveau o diversitate de deserturi care erau servite la mesele cu vin. Cele mai renumite au fost platourile mari cu fructe proaspete. Unele fructe exotice, care nu puteau fi cultivate în Roma, erau aduse  de pe continente îndepărtate pentru cei bogați. Din cauza lipsei unui îndulcitor, cum ar fi zahărul, a existat întotdeauna râvna pentru cele mai dulci fructe. Sprias era un tip de produse de patiserie dulci, disponibile în perioada Romei Antice; acestea aveau o crustă subțire, asemănătoare unei prăjituri și conțineau uneori fructe. Enkythoi este o altă prăjitură romană moale, ce se aseamănă cu pandișpanul modern.